# 1813年の相撲
1813年の相撲（1813ねんのすもう）は、1813年の相撲関係のできごとについて述べる。

## 興行
- 1月場所（江戸相撲）[1]
  - 興行場所:浅草観世音境内
  - 2月28日（旧1月28日）より晴天10日間興行
- 8月場所（大坂相撲）[1]
  - 興行場所:難波新地
- 11月場所（京都相撲）[1]
  - 興行場所:二条川東
  - 晴天10日間興行
- 11月場所（江戸相撲）[2]
  - 興行場所:本所回向院
  - 12月20日（旧11月28日）より晴天10日間興行